# Siegrid Alnoy
Siegrid Alnoy est une scénariste, actrice et réalisatrice française née le 19 avril 1971.

## Biographie
De formation danseuse classique, Siegrid Alnoy se tourne vers la littérature puis vers le cinéma.
Pour les InRock, Siegrid Alnoy est « totalement habitée par son souci de la forme et sa vision pessimiste du monde. ». Son long métrage Elle est des nôtres a été présenté à la Semaine Internationale de la critique lors du Festival de Cannes 2003, et a été récompensé à plusieurs reprises. Elle est parfois qualifiée de « réalisatrice philosophe ».
Elle est membre du collectif 50/50 qui a pour but promouvoir l’égalité des femmes et des hommes et la diversité dans le cinéma et l’audiovisuel,.

## Filmographie
- 1996 : Le Contre-ciel (court-métrage)
- 2001 : Notre amnésie  (court-métrage)
- 2003 : Elle est des nôtres
- 2007 : Nos familles (téléfilm)
- 2012 : Miroir mon amour, téléfilm avec Fanny Ardant
- 2015 : La Belle Saison (actrice)
- 2015 : L'Astragale (actrice)

## Distinctions
- 2001 : Notre amnésie primé au Festival de Grenoble.
- 2003 : prix FIPRESCI au festival de Stokholm, pour Elle est des nôtres.
- 2003 : mention spéciale au Festival international du film de Thessalonique, pour Elle est des nôtres.